# Курдманж
Курдманж (фр. Courdemanges) насеље је и општина у североисточној Француској у региону Шампањ-Арден, у департману Марна која припада префектури Витри ле Франсоа.
По подацима из 2011. године у општини је живело 401 становника, а густина насељености је износила 20,93 становника/km². Општина се простире на површини од 19,16 km². Налази се на средњој надморској висини од 102 метара.

## Демографија
| 1962. | 1968. | 1975. | 1982. | 1990. | 1999. | 2011. |
| ----- | ----- | ----- | ----- | ----- | ----- | ----- |
| 255   | 264   | 309   | 427   | 479   | 449   | 401   |

График промене броја становника у току последњих година